# Petridisz Hrisztosz
Petridisz Hrisztosz (görög betűkkel: Χρήστος Πετρίδης; Budapest, 1960. január 24. –) görög származású magyar színész, táncos, énekes.

## Életpályája
Pályáját táncosként kezdte, 1974-1981 között amatőr, majd ezután egy évig hivatásos néptáncos volt. 1982-ben csatlakozott a Rock Színház társulatához. 1995-től a szolnoki Szigligeti Színház tagja volt. 2008-tól a Budapesti Operettszínház művésze. A televízióban és mozifilmekben is egyaránt szerepel, szinkronszínészként is gyakran foglalkoztatják. A Görög Szövetség amatőr színházában (Neakini Szkini) is játszik, és rendezéssel is foglalkozik.

## Fontosabb színházi szerepei
- Várkonyi Mátyás - Miklós Tibor: Sztárcsinálók...Tigellinus; Hírhozó
- Várkonyi Mátyás - Gunar Braunke – Ács János: Dorian Gray...Fred
- Miklós Tibor: Csillag Nápoly egén...Gyuszika, Piccolino
- Howard Ashman: Rémségek kicsiny boltja...Ezerarc
- Stephen Sondheim - John Weidman: Orgyilkosok...Giuseppe Zangara
- Móricz Zsigmond - Miklós Tibor - Kocsák Tibor: Légy jó mindhalálig...Lisznyai úr
- Csemer Géza - Szakcsi Lakatos Béla: A bestia...Mokány, csepűrágó
- Andrew Lloyd Webber: Jézus Krisztus szupersztár...Péter
- Oscar Wilde - Ács János – Várkonyi Mátyás: Dorian Gray...Fred
- Harvey Fierstein - Jerry Herman: Őrült nők ketrece...Albin
- Graham Chapman - John Cleese - Eric Idle: Gyalog-galopp...Arthur
- Déry Tibor - Pós Sándor - Presser Gábor - Adamis Anna: Képzelt riport egy amerikai popfesztiválról...József
- Dés László - Koltai Róbert - Nógrádi Gábor: Sose halunk meg...Péter bá'; Pimpi; Pap
- Tolcsvay László - Müller Péter - Müller Péter Sziámi: Isten pénze...Kapitány
- Harold Pinter - Di Trevis: Az eltűnt idő nyomában...Apa
- Abai Pál - Majláth Júlia - Kalmár Tibor: Ne szóljatok bele!...Simai Géza professzor
- Hunyady Sándor: Feketeszárú cseresznye...Balázsházy, főhadnagy
- Lionel Bart: Oliver!...Mr. Bumble egyházfi
- Urs Widmer: Top dogs...Deér
- John Kander - Fred Ebb: Chicago...Martin Harrison, Riporter, Orvos
- Sheldon Harnick - Jerry Bock: Hegedűs a háztetőn...Percsik, diák
- Kálmán Imre - Martos Ferenc – Bródy Miksa: Zsuzsi kisasszony...Pribicsey
- Kálmán Imre: Csárdáskirálynő...Kerekes Ferkó
- Kálmán Imre: A Bajadér...Parker, angol ezredes
- Kálmán Imre: Marica grófnő...Kudelka
- Kálmán Imre: A chicagói hercegnő...Zsiga (morániai testőr)
- Jacobi Viktor - Martos Ferenc – Bródy Miksa: Leányvásár...Tom Miggles
- Bertolt Brecht: A szecsuáni jólélek...Fivér
- Carlo Goldoni: Két úr szolgája...Brighella
- William Shakespeare: Othello...Montano, Cyprus kormányzója
- William Shakespeare: Szentivánéji álom...Théseus, herceg, Athén uralkodója
- Molière: Úrhatnám polgár...Zenetanár
- Euripidész: Oresteia...Karvezető
- Francis Veber: Balfácánt vacsorára!... Leblanc
- Simon Beaufoy: Alul semmi...Dave Bukatinsky, munkanélküli gyári munkás, Jerry legjobb barátja
- Terry Jones: Erik, a viking...Erik, a viking
- Umberto Eco - Claus J. Frankl: A rózsa neve...Casalei Hubertinus
- Tersánszky Józsi Jenő: Kakuk Marci...Bojnyik, Rozi vadházastársa
- Mihail Jurjevics Lermontov: Álarcosbál...Házigazda
- Závada Pál: A Diófák tere avagy Szólj anyádnak, jöjjön ki!...Sánta Ernő, a volt polgármester
- Kerényi Miklós Gábor - Müller Péter Sziámi - Szakcsi Lakatos Béla: Szentivánéji álom...Rendőrfőnök
- Kurt Weill - Bertolt Brecht: Koldusopera...Leprás Mátyás
- Johann Strauss: Egy éj Velencében - Avagy a golyók háborúja...Delaqua, velencei szenátor
- Alain Boublil - Claude-Michel Schönberg: Miss Saigon...Schultz
- Alain Boublil - Claude-Michel Schönberg: Nyomorultak...szereplő
- Alan Menken - Howard Ashman - Tim Rice - Linda Woolverton: A Szépség és a Szörnyeteg...Perc úr, az óra
- Margaret Mitchell - Gérard Presgurvic: Elfújta aszél...John Wilkes
- Lévay Sylvester - Michael Kunze: Marie Antoinette...Bíró
- Lévay Sylvester - Michael Kunze: Elisabeth...Hübner báró
- Kocsák Tibor - Somogyi Szilárd - Miklós Tibor: Abigél...Mráz úr, az üveges
- Szurdi Miklós - Topolcsányi Laura: Talpra magyar...szereplő
- David Yazbek - Varró Dániel - Jeffrey Lane: Nők az idegösszeomlás szélén...Rendező (Főfelügyelő, Bíró)
- Vajda Katalin: Anconai Szerelmesek...Tomao Nicomaco, anconai polgár (Veres 1 Színház)
- Ken Ludwig: Hajszál híján Hollywood...George Hay (Veres 1 Színház)
- Fényes Szabolcs: Maya...Légiós tiszt, Rendőrtiszt, Első úr
- Jákovosz Kambanélisz: Sok hűhó Rodoszért...Filoxenosz (Neaniki Szkini)
- Tula Karoni: Kalandozás Odüsszeusszal...szereplő (Neaniki Szkini)
- Milyen napra esik?...Jorgosz  (Neaniki Szkini)

## Filmek, tv
- Kisváros (sorozat) A csapda I. -II. – III. című részek (1999)
- Gyilkosok (1999)
- Állítsátok meg Terézanyut! (2004)
- A kísértés (2007)
- Adás (2009)
- Diplomatavadász (sorozat) Egy forró vérü görög (2010)
- Munkaügyek (2016)
- A tanár (2018)
- Drága örökösök (2019)
- Jóban Rosszban (2021)

## Rendezései
- Dimitriosz Hadzisz: Margarita Perdikari (Neaniki Szkini)

## Díjak, elismerések
- Bodex-gyűrű (2007)
- Prima Díj (2008)